# メアリー・トフト
メアリー・トフト (英語: Mary Toft、洗礼1703年2月21日 - 1763年1月、旧姓デニヤ、別名トフツ）とは、サリー州ゴダルミング出身の女性であり、1726年に自らがウサギを出産したと吹聴して医師たちを信じ込ませ、大きな論争を巻き起こした人物である。
1726年4月、妊娠中のトフトが草むしりをしていた際に飛び出してきたウサギを見て驚き、その後に流産した。その際、トフトがさまざまな動物の部位を出産したと主張したことで、当時地元で外科医を営んでいたジョン・ハワードが調査に乗り出した。ハワードはトフトが出産したと主張する動物の肉片を持ち帰り、その事例の概要を他の著名な医師へ報告した。これにより本件がグレートブリテン王国の国王ジョージ1世付きの王室医師ナサニエル・セント・アンドレの耳に入り、関心を持たれることとなる。調査の結果、セント・アンドレはトフトの事例を事実と結論付けて国王に報告したが、懐疑的であったジョージ1世は外科医キリアクス・アーラーズを追加で派遣するよう命じた。この時点で大きな話題となっていたトフトはロンドンへ連行され、詳細な経過観察措置が採られた。厳しい監視下でウサギを出産しなくなったトフトは、一連の出来事は彼女とその家族によってでっち上げられた虚偽であったことを自白し、その後、詐欺罪によって投獄された。
この事件によってイギリス医学界は大きな混乱に見舞われ、世間の嘲笑の的となり、複数の著名な医師がその経歴を台無しにしてしまった。一連の事件はたびたび風刺の題材とされ、特に風刺画家のウィリアム・ホガースが1726年に描いた『Cunicularii, or The Wise Men of Godliman in Consultation』が知られている。最終的にトフトは起訴されることなく釈放され、故郷へ戻ることとなったが、医学界に対する世間からの信頼回復には長い時間を要し、当時の医師たちの能力や倫理観に対する広範な懐疑論を助長する一因にもなった。

## 記録
この出来事が初めて注目を浴びたのはロンドンの医療関係者に報告が届き始めた1726年10月下旬ごろのことであり、記録の中では同年11月19日に『ミスツ・ウィークリー・ジャーナル』紙に掲載されたのが最初であった。
ギルフォードから、奇妙ながらも裏付けのあるニュースが届けられた。それはゴダルミングに住む貧しい女性の一人が、およそ1か月前、著名な外科医であり産科医でもあるジョン・ハワード氏の手によってウサギに似た生物を出産したというものだ。この生物は腹部の外側に心臓と肺が露出していた。その14日ほど前にも同じ人物の手によりこの女性はウサギに似た生物を出産したとされており、その数日後に4匹、今月の4日、5日、6日にも各1匹ずつを出産した。これまでに合計9匹のウサギを出産したことになり、いずれも死産であった。この女性は宣誓した上で次のように述べている。「2か月前、他の女性と共に畑仕事をしていた際にウサギを追い立てたことがあります。ウサギは逃げ出し、私たちはそれを追いかけたが結局捕まえることはできませんでした」この出来事が彼女の中に強く残り、ウサギへの「執着」を生じさせた。彼女はその時既に妊娠しており、程なく体調を崩して流産した。それ以来、彼女はウサギのことを考えずにはいられなくなったという。人々の間では、この出来事について見解は大きく分かれている。ある者たちは、これは王立協会に提出されるべき大変珍しい事例であるとしている。他方では、この報道に憤りを示す者たちもおり、もしこれが事実であるのならば、人間性の欠陥として、その上にはそっとヴェールをかけるべきだと主張している。—Weekly Journal, 19 November 1726
紙面に登場する「貧しい女性」ことメアリー・トフトは当時24歳か25歳であった。彼女は1703年2月21日にメアリー・デニヤとして洗礼を受けており、父ジョン・デニヤ、母ジェーン・デニヤの娘であった。彼女は1720年に織物職人のジャーニーマンであるジョシュア・トフトと結婚し、メアリー、アン、ジェームズという3人の子供を設けた。18世紀のイングランド農民であった彼女は、1726年に再び妊娠した際も畑仕事を続けることが当然とされた時代であった。しかしトフトは、妊娠初期から強い痛みを伴う異常を訴え、8月初旬には複数の肉塊を排出した。そのうちひとつは「自分の腕ほどの大きさがあった」とトフトは述べている。これは胎盤の発育異常によって胎児の発育が停止し、血種や肉片として排出された可能性があると考えられている。しかしトフトは9月27日に陣痛を迎え、近隣に住む女性が呼ばれ、彼女の目の前で複数の動物の部位を出産した。この女性はトフトから産み出された肉片をトフトの母ジェーンと、義母アン・トフトに見せた。アンはその肉片をギルフォード在住の助産師歴30年の産科医ジョン・ハワードのもとに送った。
当初、ハワードは送られた肉片が妊婦から排出されたという話を信じようとしなかったが、翌日、半信半疑ながら彼女を直接診るために現地を訪れた。ハワードはアンから前夜に排出されたという肉片をいくつか見せられたが、トフトの身体を診察した際には何も発見することは出来なかった。いったん帰宅したものの、その後トフトが再び陣痛を訴え、複数の動物の部位を排出する様子を見せたため、ハワードは調査を継続するべく現場へと戻った。11月9日付の記録には「その後数日に渡りハワードは灰色縞の猫の足3本と、ウサギの足1本を取り上げた。猫の腸らしきものや、ウナギの背骨三片なども含まれていた。猫の足は、トフトが可愛がっていた猫の姿が彼女の想像力によって形成されたものと推測された」と報告されている。
この騒動が広く知られるようになった11月4日、宮廷に仕えるヘンリー・デイヴァナントが実際に何が起きているのかを自らの目で確かめるために現地を訪れた。彼はハワードが採取した標本を検分した後、表向きは信じた素振りを見せてロンドンへ戻った。ハワードはトフトをギルフォードへ移送し、この件を疑う者がいればその場でウサギを取り上げて見せると申し出た。この過程で、調査の進捗を報告するためにハワードがデイヴァナントに宛てて送った書簡のいくつかが1723年からジョージ1世付きの王室医師を勤めていたナサニエル・セント・アンドレの目に留まることとなった。セント・アンドレはそれらの書簡のうちの一通を、自身が書いた『異常なウサギの出産に関する簡略な記録』（1727年）の中で詳述している。
閣下

前回ご報告して以降、私はこの哀れな女性からさらに3匹のウサギを取り上げました。いずれも成長途上のもので、そのうち1匹は淡い色のウサギでした。最後の1匹は死ぬまで23時間にわたって子宮の中で跳ねておりました。11匹目のウサギを取り上げた直後に、12匹目のウサギが飛び出して来まして、今もなお跳ねております。もしご興味をお持ちの有識者がおられましたら、速やかにお越し頂ければ子宮内で跳ねる様子をご覧いただけますし、望まれるのならウサギを取り上げて頂いて構いません。好奇心旺盛な方々にとって大満足の結果となることでしょう。もし本当に妊娠していたのなら、出産予定日まで残り10日ほどのはずですので、あと何匹のウサギが残っているのか、私にも見当がつきません。私は女性をより適切な処置が行えるよう、ギルフォードへ移送いたしました。
謹んで申し上げます。あなたの忠実なる僕

ジョン・ハワード

## 調査
騒動は11月中旬ごろまでにイギリス王室の関心を惹くまでに発展しており、プリンス・オブ・ウェールズの書記官であるサミュエル・モリノーとセント・アンドレを調査のためにギルフォードへ派遣した。彼らは11月15日にハワードを訪ねるとすぐにトフトのもとへ案内され、トフトはその数時間後にはウサギの胴体を排出した。セント・アンドレの報告書にはその検体に対する詳細な調査所見が記されている。彼はウサギが空気を吸ったかどうかを確認するため、肺の一部を水に浸し、浮くかどうかを調査したところ、肺が水に浮いたことを確認している。その後、トフトを診察し、セント・アンドレはウサギが彼女の卵管の中で発育したと結論付けた。
同日、トフトはハワードが不在の間にさらにウサギの胴体を排出したと報告されており、これについても二人は調査を行っている。セント・アンドレらがその日の晩に再訪した際、トフトが激しい陣痛のような痙攣を示しているのが確認された。さらなる診察が行われ、セント・アンドレは子宮からウサギの皮や頭部などの肉片を取り上げた。彼らは排出された肉片を検分し、その一部が猫の身体の部位に酷似していると記録している。
この騒動に強い興味を持った国王ジョージ1世は外科医キリアクス・アーラーズを追加でギルフォードへ派遣した。アーラーズは11月20日に到着し、トフトに妊娠の兆候が一切見られないことを確認した。彼はこの時点でこの騒動が欺瞞であることを疑っていた可能性があり、トフトが何かが落ちてこないようにと、膝と腿を押し付けているように見えたと記録している。また、アーラーズに出産を手伝わせようとしないハワードの振る舞いにも不信感を持っていた。アーラーズはこの騒動が欺瞞であると半ば確信しつつ、関係者の話を信じ込んでいるように見せかけてロンドンへウサギの標本を持ち帰った。後の検体調査で、ウサギが人工的な器具で切られた形跡や、ウサギの排泄物から藁や穀物の断片が発見されたことを記録している。
11月21日、アーラーズは調査結果を国王やその側近の数人に報告した。翌日、ハワードは標本の返却を求める書簡をアーラーズに送っている。アーラーズの報告により疑念を抱いた国王はその2日後にセント・アンドレを再びギルフォードへと向かわせた。現地に到着したセント・アンドレはハワードからトフトがさらに2匹のウサギを出産したと報告を受けた。彼女は胎盤と見られる複数の組織片を排出したが、その後体調を大きく崩し、右腹部に持続的な痛みを伴う症状を訴えていた。
セント・アンドレはアーラーズに先んじる形で複数の関係者に宣誓供述書を書かせていたが、この行動は結果的にアーラーズの誠実さに疑いを生じさせることとなった。11月26日、セント・アンドレはトフトの主張を裏付けるため、国王の前で解剖学的な実演を行った。セント・アンドレの報告書に拠れば、彼もモリノ―も、当時は不正行為が行われているという可能性に行きついていなかったという。
国王はさらなる調査を行うため、トフトをロンドンへ連れてくるようセント・アンドレに命じた。万全を期すため、この移送にはチチェスター司教トーマス・マニングハムの次男で、産科学の権威であり、1721年に騎士の称号を授けられているリチャード・マニングハムが同行した。マニングハムはトフトを診察し、彼女の右腹部がわずかに膨らんでいるのを確認した。その後、豚の膀胱と思われる部位を取り出したが、セント・アンドレとハワードはその同定に異議を唱えた。その肉片が尿の臭いを放っていたことでマニングハムの疑念はさらに強まった。関係者はこの場で結論を出さないことで合意し、11月29日にロンドンへ戻った。トフトはレスター・フィールズにあったレイシー宿泊所（バーニョ）に滞在するよう指示された。

## 検査

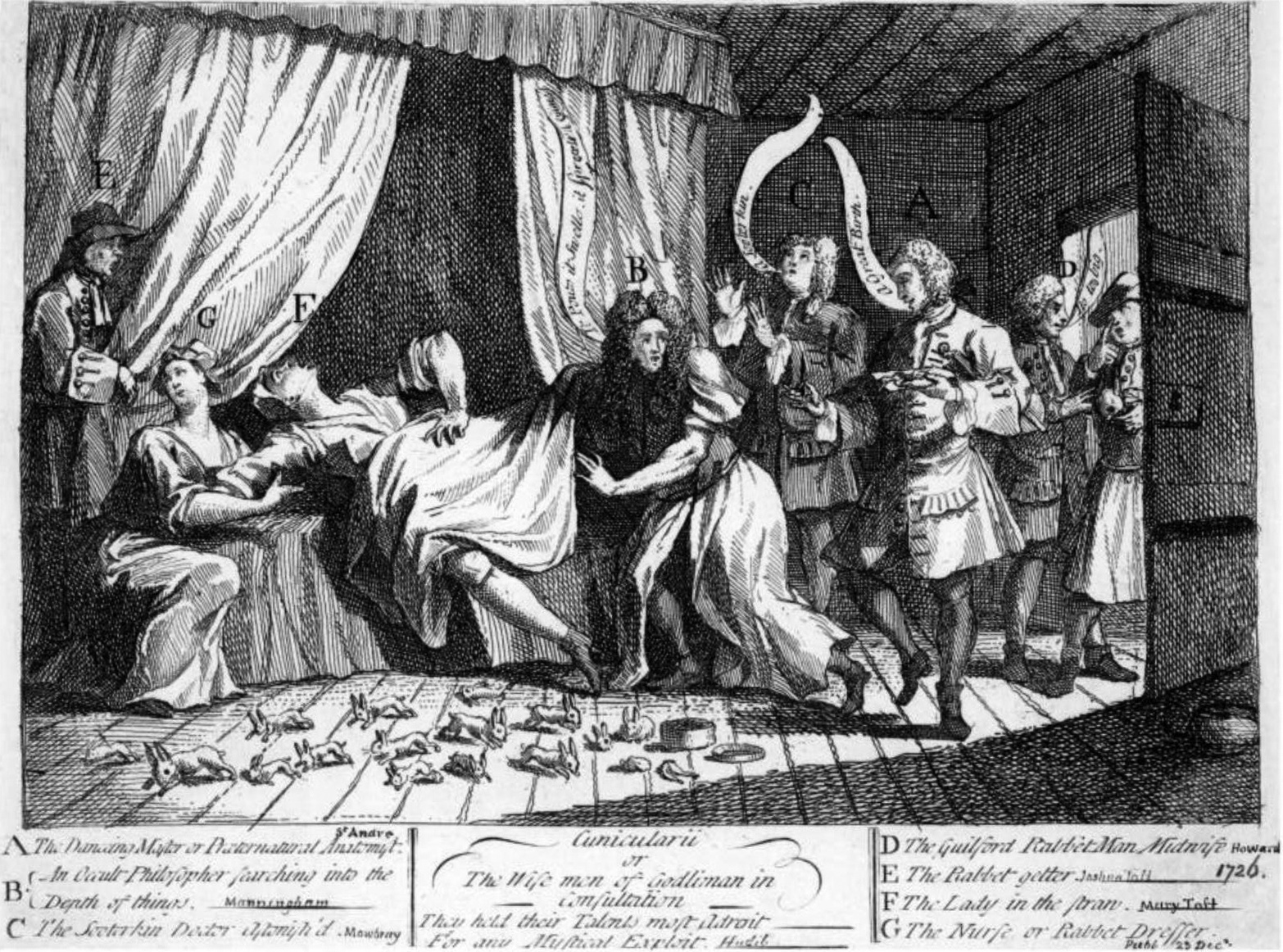
ウィリアム・ホガース『Cunicularii, or The Wise Men of Godliman in Consultation』(1726年)。セント・アンドレはトフト(図中F)について「小柄で色白な健康体で、非常に愚鈍で社交性に乏しい陰鬱な性格を持つ。読み書きはできない」と記しており、トフトの夫(図中E)については「ゴダルミングの貧しい職人の織物工で、3人の子供がいる」と記している。床には多くの子ウサギが描かれている。

新聞というメディア媒体が登場して間もない時期に報道されたこの出来事は全国的なセンセーションを巻き起こした。一部の出版物は懐疑的に報道しており、例えば『ノーリッジ・ガゼット』紙は単なる女性のゴシップとして取り扱った。事件の影響でウサギのシチューやシヴェが敬遠されるようになり、食卓から姿を消した。医療関係者はこの話がいかに荒唐無稽であろうとも、自身の手でトフトを診察する必要性を感じていた。政治評論家のジョン・ハーヴィーは、後に友人のヘンリー・フォックスに次のように述べている。
男女を問わず町中の皆が彼女を一目見ようと、あるいは自身の手で確かめようとしている。彼女の腹の中で絶え間なく起きる蠢きや轟きは、まさに驚異的である。ロンドン中の著名な内科医、外科医、産科医たちが、彼女の次なる「出産」を見届けるために昼夜詰めかけている。—第2代ハーヴィー男爵 ジョン・ハーヴィー、
セント・アンドレによる厳格な監視のもと、トフトはジョン・モーブレイを始めとする多数の著名な内科医や外科医の診察を受けた。モーブレイは自著『女性医師』の中でスーターキンと名付けた奇妙な生物を女性が出産することがあるという説を提唱している人物である。彼は「妊娠や受胎は、母親が現実や夢で見たものに影響を受ける」という当時広く信じられていた母性印象説の支持者でもあった。このため、モーブレイは妊婦に対し、家庭内のペットとの過度な接触があると、生まれてくる子がその動物に似てしまう恐れがあると警鐘を鳴らしていた。こうした背景から、モーブレイは自身の説を立証しているかのように見えたトフトの症例を聞いて喜び、積極的に診察に当たったとされる。他方、産科医のジェームズ・ダグラスはマニングハム同様、この事件をでっち上げと見做し、セント・アンドレからの繰り返しの招待に応えることなく、距離を置いた。
ダグラスは当時国内でもっとも権威ある解剖学者のひとりであり、著名な男性助産師であったが、セント・アンドレは王室医師ではあるものの、国王の母語であるドイツ語が話せることで重宝されていたに過ぎなかった。このため、マニングハムとダグラスの二人に診察に来てもらうよう必死に懇願した。ジョージ1世が即位して以降、政権はホイッグ党が握っており、党員でもあったマニングハムとダグラスと懇意になることはセント・アンドレの医師として、あるいは哲学者としての地位を高める可能性があるという政治的背景もあったためである。度重なる依頼を受けたダグラスは、「女性がウサギを産むことなどありえない」としつつ、渋々トフトの診察に赴いた。しかし、マニングハムが疑わしい「豚の膀胱」の件をダグラスに伝えたことにより、ダグラスはこの問題についてセント・アンドレと関わることを拒否した。
あらゆる人々を納得させ、確信を持たせるには、解剖学を始めとするいかなる分野の医学でもない別の議論が必要であった。これらに携わる多くの人々は判断力に欠けている。だからこそ、人々が詐欺の証拠を要求するようになるまでの期間、これ以上の判断を保留しておきたいと願うのは、私にとっては当然のことだった。—ジェームズ・ダグラス、
ロンドンでの厳しい監視下で、トフトは何度も陣痛に見舞われたが、何かを排出するということは起きなかった。

## トフトの自白
トフトがロンドンへ到着して1週間も経たない12月4日、この騒動はあっけなくでっち上げであったことが判明した。第2代オンズロー男爵のトマス・オンズローは、独自の調査の結果、トフトの夫ジョシュアが過去1か月にわたって子ウサギを購入していたことを突き止めた。十分な物証を得たと判断したオンズローは、医師ハンス・スローンに宛てた手紙の中で「この一件はイングランド全土を震撼させた」と述べ、早急に調査結果を公表する意向を示した。同日、バーニョで荷物運びとして職に就いていたトーマス・ハワードが、治安判事のトーマス・クラージズにトフトの義妹であるマーガレットから賄賂を受け取ってトフトの部屋にウサギを運び込んでいたことを自白した。ダグラスは二人を尋問したが、トフトは事実を否認し、マーガレットはウサギを持ち込んだことは認めたものの食用であったと釈明した。
私はウサギを取り寄せたことを妹に話し、それを運ばせるようポーターに依頼して欲しいと頼んだ。妹は言われたとおりにこなし、「1000ポンド積まれてもこのことは知られたくない」と言った。—メアリー・トフト、
マニングハムはトフトを診察し、子宮内に何かが残っていると考えた。クラージズを説得し、トフトを引き続きバーニョに拘留するよう依頼した。それに先行する形でトフトのもとを訪れていたダグラスは連日何時間にも及ぶ複数回の尋問を行っていた。マニングハムがトフトのもとに現れ、痛みを伴う手術を行うと脅したのはそうしたダグラスの尋問の数日後のことであった。12月7日、マニングハム、ダグラス、ジョン・モンタギュー、フレデリック・カルヴァートらが集う中、トフトはこの件が捏造であったことを自白した。流産により子宮口が開いている間に、共犯者の手を借りて猫やウサギといった生物の肉塊を挿入していた。また、「妊娠中に畑仕事をしていた際にウサギに驚かされて以来、ウサギに憑りつかれたようになった」といった作り話を語るよう仕向けられていたことも判明した。その後の「出産」では動物の部位を彼女自身が膣内に挿入していたことも自白した。
12月7日水曜日の朝のことであったが、ダグラス博士と私の面前で彼女は自ら働いた詐欺について自白を始めた。自白は次のようになる。流産したとき彼女は激しい出血に見舞われて、その後子宮がまるで月満ちた子を出産したかのように膨らんでしまった。彼女は、よこしまな共犯者のひとりが子宮の中に怪物のようなものを入れたのだと心から信じた。(中略)そして、彼女のひとりの女共犯者の助言に従うことになった。この共犯者は、彼女に、もっといい暮らしができるようにしてあげるから、もう以前のように働いて暮らしをたてる必要はない、といい、彼女に必要なだけのウサギを提供し、その代わりにこの策略がうまくいった場合には分け前をもらうという約束をさせた。—リチャード・マニングハム、「11月28日月曜日から12月7日月曜日まで行われた、サリー州ゴダルミングの偽ウサギ産み女メアリー・トフトに関する詳細な随行調査において観察された諸事実についての正確な日誌及びそれに付随する彼女の詐欺の自白報告」(1726年)
マニングハムとダグラスは12月8日、9日と繰り返しトフトに自供させ、自白内容に齟齬が無いことを確かめた。その後トフトはトッティル・フィールズ刑務所に移送され、エドワード3世治下の法令のもと「極めて悪質な詐欺師」として告発された。尋問初期の未公開の供述ではトフトは一連の事件の責任を、義母からジョン・ハワードに至るまで複数の人物に転嫁していた。また、旅の女性に体内にウサギを挿入する方法を教わり、この企てにより「生活に困窮することはなくなるだろう」とアドバイスを受けていたとも主張していた。1727年1月7日の『ブリティッシュ・ジャーナル』紙に、トフトは「複数の異様な出産を装い、忌まわしき詐欺師かつペテン師」として訴追され、ウェストミンスターにある四季裁判所に出廷したと報じられている。一方、自白以降マーガレット・トフトは一貫して黙秘し、それ以上の証言を拒否した。1726年12月24日付けの『ミスツ・ウィークリー・ジャーナル』紙には「看護婦も共犯者として取り調べを受けたが、そもそもこの詐欺の実態について何も知らされていなかったか、あるいは知っていても語ろうとしなかったのか、どちらにせよ証言は得られず、彼女の沈黙ぶりは周囲に衝撃を与えた」と報じられている。

## 影響

### 晩年のトフト
1727年1月7日、ジョン・ハワードとメアリー・トフトは法廷に出廷し、ハワードはその場で800ポンドの罰金が科せられた。ハワードはその後サリー州に戻って医師を続け、1755年に死去した。
トッティル・フィールズ刑務所には大勢の民間人が詰めかけ、収監中の悪名高いトフトを一目見ようと数か月にわたって人だかりができた。この頃トフトの体調はかなり悪化しており、投獄中にジョン・ラーゲルによって肖像が描かれている。トフトは最終的にどのような罪状で起訴すべきかが明確でないとの理由で、1727年4月8日に釈放された。トフト一家はこの騒動で何ら利益を得ることなくサリー州へと戻った。トフトは1728年2月に娘エリザベスを出産しており、ゴダルミングの教会に残る洗礼簿には「ウサギによる捏造事件の後の最初の子」と記録されている。その後のトフトの人生はほとんど知られていないが、1740年に盗品の受取で投獄された旨の記録が残されている。トフトは1763年に死去し、その訃報が貴族たちと並んでロンドンの新聞に掲載された。同年1月13日、ゴダルミングの墓地に埋葬されている。

### 医学界への影響
この捏造事件の後、医師たちの軽信ぶりが世間の嘲笑の的となった。風刺画家のウィリアム・ホガースは1726年に『Cunicularii, or The Wise Men of Godliman in Consultation（ウサギのようなもの、すなわち診察中のゴダルミングの賢人たち）』を発表し、分娩中のトフトを囲む医師たちの様子を描いた。作品の添え書きには「彼らは、その小ざかしい才能を最大限に発揮して、どんな奇跡でもやってしまう」という皮肉が刻まれた。作品内の登場人物にはそれぞれアルファベットが振られ、それぞれ「F」がトフト、「E」がその夫、「A」がセント・アンドレ、「D」がハワードとなっている。セント・アンドレはバイオリンを手にして踊る様子が描かれ、ハワードは戸口でウサギを持ってきた少年に対して「大きすぎる」といって追い返しているシーンが描かれている。「G」はデニス・トッドの論考『ホガースの「Cunicularii」における三人の人物とその含意』の中でトフトの義妹マーガレットであると結論付けられているが、12月7日のトフトの自白では、義妹は事件に関与していないと強く主張している。一方、マニングハムが1726年に上梓した『サリー州ゴダルミングの捏造ウサギ出産者メアリー・トフトに密着した観察日誌』ではマーガレットの関与を示す目撃証言について言及されている。
本件に関連する風刺画はホガース以外にも発表されており、ジョージ・ヴァーチューの『The Surrey-Wonder（サリーの奇跡）』や『The Doctors in Labour, or a New Wim-Wam in Guildford (大騒ぎする医師たち、あるいはギルフォードの新たなナンセンス)』などが人気を博した。こうした作品はブランケット判で発表され、セント・アンドレを宮廷道化師として登場させ痛烈に風刺した。
トフトが自白したタイミングはセント・アンドレにとっては不運であった。彼はその直前の12月3日に全40ページからなる小論『異常なウサギの出産に関する簡略な記録』を刊行していたのである。文書内でセント・アンドレは、実証的な観察記録をもとに、自身の名声にかけてトフトの事例が事実であったと伝えており、周囲の嘲笑の的となった。一方、懐疑的な態度を貫いたアーラーズは、自身の見解を述べた『サリー州ゴダルミングの女に関するいくつかの所見』を刊行し、事件の経緯やセント・アンドレおよびハワードの関与に関する疑念を発表した。
セント・アンドレは1726年12月9日に自身の見解を撤回した。1729年にサミュエル・モリノーが亡くなると彼はその未亡人エリザベスと結婚したが、この婚儀は同僚に良い印象を与えなかった。モリノ―の親族はセント・アンドレを毒殺の疑いで告発し、セント・アンドレは名誉毀損で反訴しこれを否定したものの、セント・アンドレとエリザベスの経歴は永続的に傷つけられた。セント・アンドレは宮廷で屈辱的な日々を過ごし、エリザベスはキャロライン王妃の側仕えの職を失った。夫婦は職を辞してエリザベスの財産を頼りに田舎へと引っ越し、セント・アンドレは1776年に96歳で没した。マニングハムは自身の潔白を証明するために12月12日にメアリー・トフトの観察記録日記と彼女の詐称告白の記録を公開した。資料の中でダグラスがトフトに騙されていたと示唆されていたため、ダグラスもまた自身の名誉を守るために見解を公表した。ダグラスは「真実と学問の愛好者」というペンネームを用いて1727年に『スーターキン解剖』を発表した。これはモーブレイへ宛てた書簡であり、「スーターキンはモーブレイの脳内の作り話に過ぎない」と、彼のスーターキン説（母性印象説）を痛烈に批判した内容であった。
一連の騒動によってイギリス医学界に与えられた打撃はとてつもない大きさであり、直接的に騒動に関わっていなかった医師たちも、トフトの話を信じていないという旨の声明を出すことを余儀なくされた。

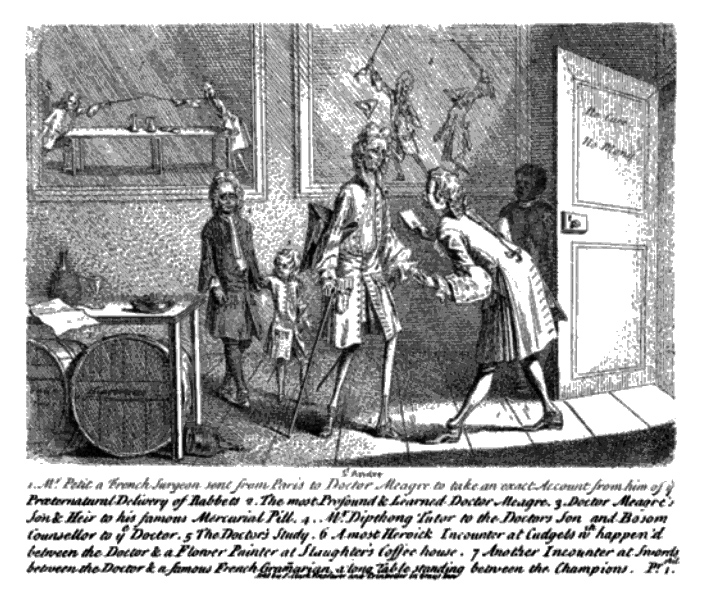
セント・アンドレがフランスの来訪者を迎える風刺画。騒動以降、彼は二度とウサギを食べなかったとされる。

この事件は当時の首相ロバート・ウォルポールの反対派の立場をとる者たちによって、時代を象徴する「貪欲で腐敗し、欺瞞に満ちたもの」としてしばしば引用された。ある著者はプリンス・オブ・ウェールズの愛人に宛てた書簡の中で、この騒動はプリンスの父の死期が近いことを示す政治的な予兆であると記している。1727年1月7日、『ミスツ・ウィークリー・ジャーナル』紙はこの事件を風刺し、政変を暗示するいくつかの仄めかしを行うとともに、1641年に議会がチャールズ1世に対して行った革命事変と比較した。
また、グラブ・ストリートの作家たちの格好のネタとなり、多くの小論や風刺文、ビラ、バラッドなどが制作された。『セント・アンドレの流産』（1727年）や『解剖学者の解剖、あるいは産科医が見事に分娩を助けた物語』（1727年）といった出版物を通じて作家たちは男性産科医の客観性を嘲笑し、トフトに付き添った者たちの誠実さを疑問視し、性的なダブルミーニングや仄めかしを通じて医学界を揶揄した。さらにこの事件はイングランドが「啓蒙された」国家であるという地位にいることへの疑問を投げかけた。哲学者ヴォルテールは随筆『自然の特異性』の中でこの事件に言及し、プロテスタントのイングランド人であってもなお、無知な教会の影響を受けているという指摘を行っている。

### 作品の題材として
トフトもまた風刺作家たちの厳しい非難の標的となり、性的仄めかしの題材とされた。18世紀に一般的だったウサギの足跡を示す俗語（prick:ちんこ）とかけた者もあれば、スカトロジーに絡めて下品に表現した者もいた。例えば主人公「メアリー・タフト」の独白という形で綴られた1727年に刊行された『大騒ぎするだけのことなし、あるいはゴダルミングのウサギ女についてこれまで書かれ語られてきた全ての事柄に関する明確な反論』は、トフトを鋭く風刺した作品のひとつである。作品内では彼女の識字能力のなさをからかい、多くの猥褻な示唆を通じて彼女の乱れた性行動を仄めかしているが、あくまでトフトがか弱い女性であり、罪の有無に関わらず彼女が加害者の中でもっとも関与が少なかったと指摘している。また、事件に関与した医師たちを嘲笑し、当時の風刺作家たちが受け取った一般的な見解を反映していると受け取ることのできる作品となっている。こうした見解は事件が明らかになる前にトフトについて抱かれていた印象とは対照的なものとなっており、これはアレキサンダー・ポープとウィリアム・パルトニーが、匿名で1726年に発表したサミュエル・モリノーを風刺したバラッド『発覚、あるいは小作人がフェレットに変わった話』でも採用されている。この作品の冒頭には「イブの時代よりこのかた、もっとも弱き女も時に最も賢き男を欺くことがある」と綴られている。
2019年、アメリカの小説家デクスター・パーマーによって『メアリー・トフト ウサギの女王』が刊行された。この小説の設定ではトフトは夫から虐待を受けていることになっている。また、2024年にはノエミ・キシュ＝デアキ(Noémi Kiss-Deáki)による小説『メアリーとウサギの夢』が刊行されている。こちらは困難に直面し必死に生きる女性としてトフトを同情的に描いている。『スペクテイター』の編集者はこうしたトフトを取り扱った近年の作品に言及し、「トフトのグロテスクな物語が、我々をいまだ魅了し続けていることを示している」と評した。